# Diêu Tăng Khoa
Diêu Tăng Khoa (tiếng Trung giản thể: 姚增科, bính âm Hán ngữ: Yáo Zēng Kē, sinh tháng 1 năm 1960, người Hán) là chính trị gia nước Cộng hòa Nhân dân Trung Hoa. Ông là Ủy viên dự khuyết Ủy ban Trung ương Đảng Cộng sản Trung Quốc khóa XIX, từng là Bí thư Đảng tổ, Chủ tịch Chính Hiệp Giang Tây; Phó Bí thư chuyên chức Tỉnh ủy, Hiệu trưởng Trường Đảng Giang Tây kiêm Phó Viện trưởng thứ nhất Học viện Cán bộ Tĩnh Cương Sơn Trung Quốc; Thường vụ Thành ủy, Bí thư Ủy ban Kiểm Kỷ Thành ủy Thiên Tân; Phó Bộ trưởng Bộ Giám sát Trung Quốc.
Diêu Tăng Khoa là đảng viên Đảng Cộng sản Trung Quốc, học vị Cử nhân Kinh tế học. Ông có sự nghiệp xuất phát điểm ở Ủy ban Kiểm Kỷ Trung ương, có hơn 30 năm công tác trong lĩnh vực giám sát, kiểm tra và kỷ luật tổ chức Đảng Cộng sản, nhà nước ở trung ương trước khi được điều chuyển về tổ chức địa phương.

## Xuất thân và giáo dục
Diêu Tăng Khoa sinh tháng 1 năm 1960 tại huyện Lâm Y, thuộc địa cấp thị Vận Thành, tỉnh Sơn Tây, Cộng hòa Nhân dân Trung Hoa. Ông lớn lên và tốt nghiệp cao trung ở Lâm Y, thi đỗ Đại học Sư phạm Bắc Kinh và tới thủ đô nhập học Khoa Kinh tế chính trị học vào tháng 9 năm 1979, tốt nghiệp Cử nhân chuyên ngành Kinh tế học vào tháng 7 năm 1983. Trong những năm học ở đây, ông cũng được kết nạp Đảng Cộng sản Trung Quốc vào tháng 7 năm 1982.

## Sự nghiệp

### Giám sát, kiểm tra, kỷ luật
Tháng 8 năm 1983, sau khi tốt nghiệp trường sư phạm Bắc Kinh, Diêu Tăng Khoa được tuyển dụng vào Ủy ban Kiểm tra Kỷ luật Trung ương Đảng Cộng sản, với vị trí cán bộ của Văn phòng Kiểm tra Kỷ luật thứ 3 (Văn phòng 3). Sau đó 4 năm, ông nhậm chức cán sự bậc phó chủ nhiệm của Văn phòng 3, là thành viên của đoàn giáo viên trung ương gửi về tỉnh An Huy, tới Phụ Dương để giảng dạy giai đoạn 1987–88. Sau khi trở về từ An Huy, ông đồng thời là cán sự bậc chủ nhiệm của Văn phòng 3 và Sảnh Văn phòng Ủy ban Kiểm Kỷ, rồi chuyển hoàn toàn sang Sảnh Văn phòng làm thư ký cấp phó xứ vào cuối năm 1990. Tháng 1 năm 1993, ông được chuyển tới Văn phòng Giám sát, Kiểm tra và Kỷ luật thứ 8 (Văn phòng 8), bổ nhiệm làm Phó Trưởng phòng thứ 1 của đơn vị này, sau đó kiêm chức vụ giám sát viên, kiểm tra viên cấp chính xứ từ tháng 10 năm 1994. Tháng 10 năm 2000, Diêu Tăng Khoa nhậm chức Phó Chủ nhiệm Văn phòng 8, thăng chức làm chủ nhiệm văn phòng này từ tháng 9 năm 2003 rồi chuyển vị trí làm Chủ nhiệm Văn phòng Giám sát, Kiểm tra và Kỷ luật thứ 7 vào tháng 12 năm 2004. Tháng 9 năm 2007, Diêu Tăng Khoa được bổ nhiệm làm Phó Bộ trưởng Bộ Giám sát Trung Quốc, được bầu làm Ủy viên Ủy ban Kiểm tra Kỷ luật Trung ương Đảng khóa XVII. Đến Đại hội Đảng Cộng sản Trung Quốc lần thứ XVIII, ông được bầu làm Ủy viên thường vụ Ủy ban Kiểm Kỷ và tiếp tục là Phó Bộ trưởng Bộ Giám sát.

### Tổ chức địa phương
Tháng 1 năm 2015, Diêu Tăng Khoa được điều về Thiên Tân, chỉ định vào Ban Thường vụ Thành ủy, phân công làm Bí thư Ủy ban Kiểm tra Kỷ luật Thành ủy Thiên Tân. Hơn 1 năm sau, ông được điều sang tỉnh Giang Tây, nhậm chức Phó Bí thư Tỉnh ủy Giang Tây, và kiêm Hiệu trưởng Trường Đảng Giang Tây, Phó Viện trưởng thứ nhất Học viện Cán bộ Tĩnh Cương Sơn Trung Quốc từ cuối năm 2016. Ông cũng được miễn nhiệm chức vụ ở Ủy ban Kiểm Kỷ Trung ương vào giai đoạn này. Tháng 10 năm 2017, ông tham gia Đại hội Đảng Cộng sản Trung Quốc lần thứ XIX, được bầu làm Ủy viên dự khuyết Ủy ban Trung ương Đảng Cộng sản Trung Quốc khóa XIX. Ngày 26 tháng 1 năm 2018, ông được bầu làm Chủ tịch Ủy ban Giang Tây Hội nghị Hiệp thương Chính trị Nhân dân Trung Quốc. Cuối năm 2022, ông là đại biểu tham gia Đại hội Đảng Cộng sản Trung Quốc lần thứ XX từ đoàn Giang Tây. Ông được miễn nhiệm chức vụ Chủ tịch Chính Hiệp, kế nhiệm bởi Đường Nhất Quân vào tháng 1 năm 2023.